# Kassita
Kassita (Berbers: ⴽⴰⵙⵉⵜⴰ) is een stad gelegen in het Rifgebergte, in het noordoosten van Marokko. Kassita behoort tot de provincie Driouch en de regio Oriental. De stad ligt in het stamgebied van de Ait Touzine.
Kassita ligt aan de splitsing van de hoofdweg die vanuit het zuiden komt en zich bij Kassita opsplitst in de richting van Nador en Al Hoceima. Het is een overstapplaats voor reizigers. Voor een afgelegen dorp zijn er veel voorzieningen. De meeste voorzieningen zijn cafés, kappers en winkels. De landbouw bestaat voornamelijk uit olijfbomen die nodig zijn voor de productie van olijfolie.

## Naam
De naam is afkomstig van het Spaanse woord casita voor wachthuisje. Dit refereert aan de periode van de Spaanse overheersing toen er een Spaans militair garnizoen was gevestigd.